# Droga wojewódzka 147
Die Droga wojewódzka 147 (DW 147) ist eine Woiwodschaftsstraße in Polen, die in West-Ost-Richtung innerhalb der Woiwodschaft Westpommern verläuft. Auf einer Länge von 31 Kilometern führt sie vom Powiat Goleniowski (Kreis Gollnow) durch den Powiat Łobeski (Kreis Labes) und verbindet die Woiwodschaftsstraße DW 144 mit der DW 146 bzw. der DW 148 und der DW 151.

## Streckenverlauf
Woiwodschaft Westpommern:
Powiat Goleniowski (Kreis Gollnow):
- Wierzbięcin (Farbezin)

(→ DW 144: Nowogard (Naugard)/(DK 6) ↔ Dobra (Daber) – Chociwel (Freienwalde)/(DK 20))
- Słajsino (Schloissin)

Powiat Łobeski (Kreis Labes):
- Radzim (Radem)
- Troszczyno (Friedrichsgnade)

~ Ukleja (Ückeley) ~
- Gostomin (Justemin)
- Wołkowo (Wolkow)

- Radowo Wielkie (Groß Raddow)
- Radowo Małe (Klein Raddow)
- Strzmiele (Stramehl)

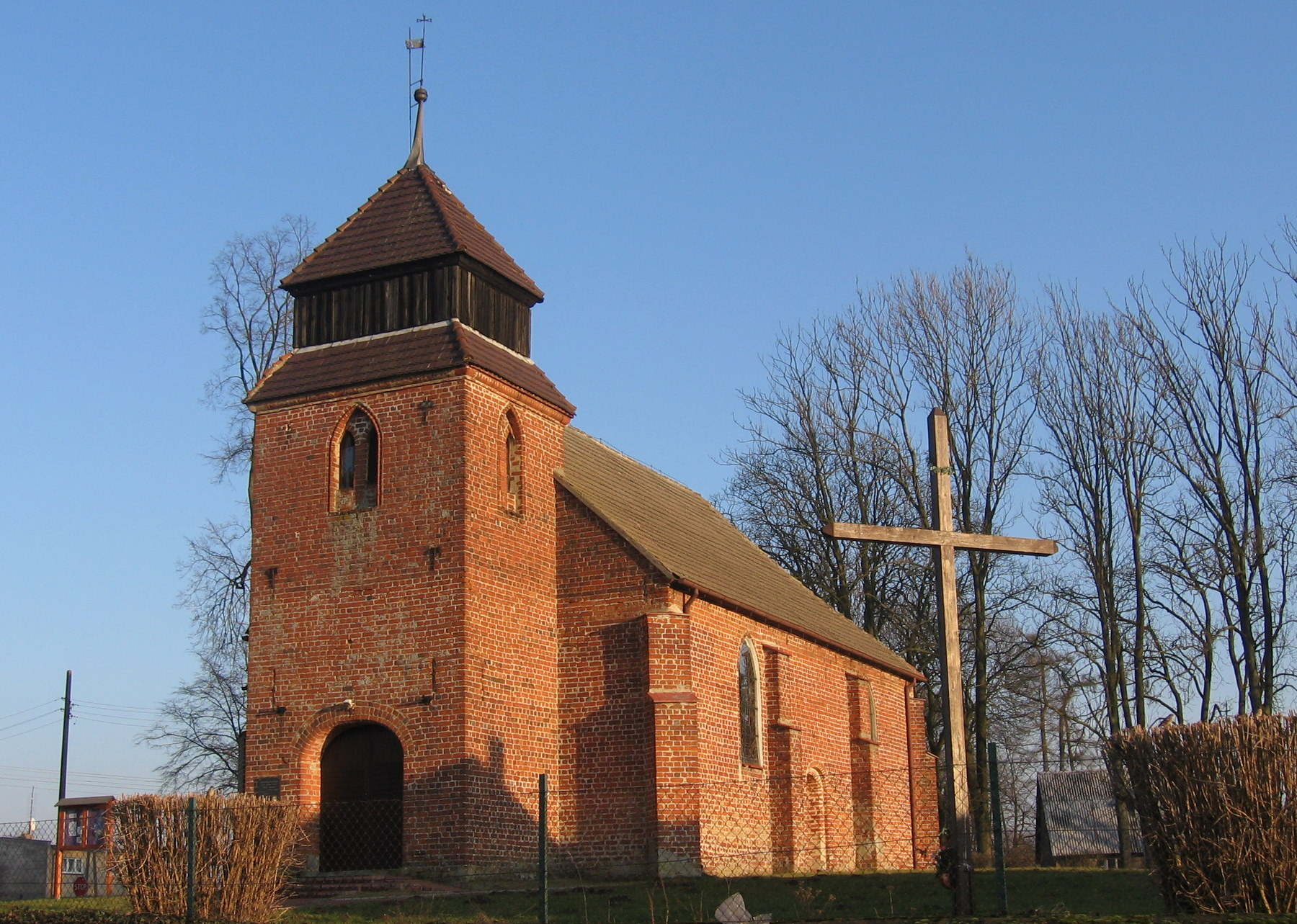
Die Dorfkirche in Radowo Wielkie (Groß Raddow)

(→ DW 146: → Dobra (Daber) – Jenikowo (Hohen Schönau))
~ Rega ~
- Dalno (Lindenfelde)
- Łobez (Labes)

(→ DW 148: Starogard (Stargordt) ↔ Drawsko Pomorskie (Dramburg) und →  DW 151: Świdwin (Schivelbein) ↔ Węgorzyno (Wangerin) – Choszczno (Arnswalde) – Gorzów Wielkopolski (Landsberg a.d. Warthe))